# Yakchim
 (mai 2022).
Yakchim est un traitement médical traditionnel coréen récent. On parle en français de pharmacupuncture, ou d'acupuncture aux plantes médicinales. Le traitement s'effectue avec des aiguilles de seringues qui injectent en sous cutané sur certains points de la peau des préparations médicinales telles que décoctions ou infusions d’herbes issues de la pharmacopée traditionnelle Coréenne. Les points d'acupuncture (gyeon-ghyeol) et les points sur les méridiens (kyung-rak) sont alors sur-stimulés par l’action conjuguée de l’aiguille et de l'injection d’une solution active de plantes médicinales.
Yaksim conjuge l’efficacité de deux techniques de soin en une. Celle de l’aiguille d'acupuncture appliquée à l'extérieur du corps  pour le stimuler et la thérapie de l’injection à l’intérieur du corps d'une substance active médicamenteuse; une méthode qui stimule les organes internes à l'intérieur d'une autre manière.

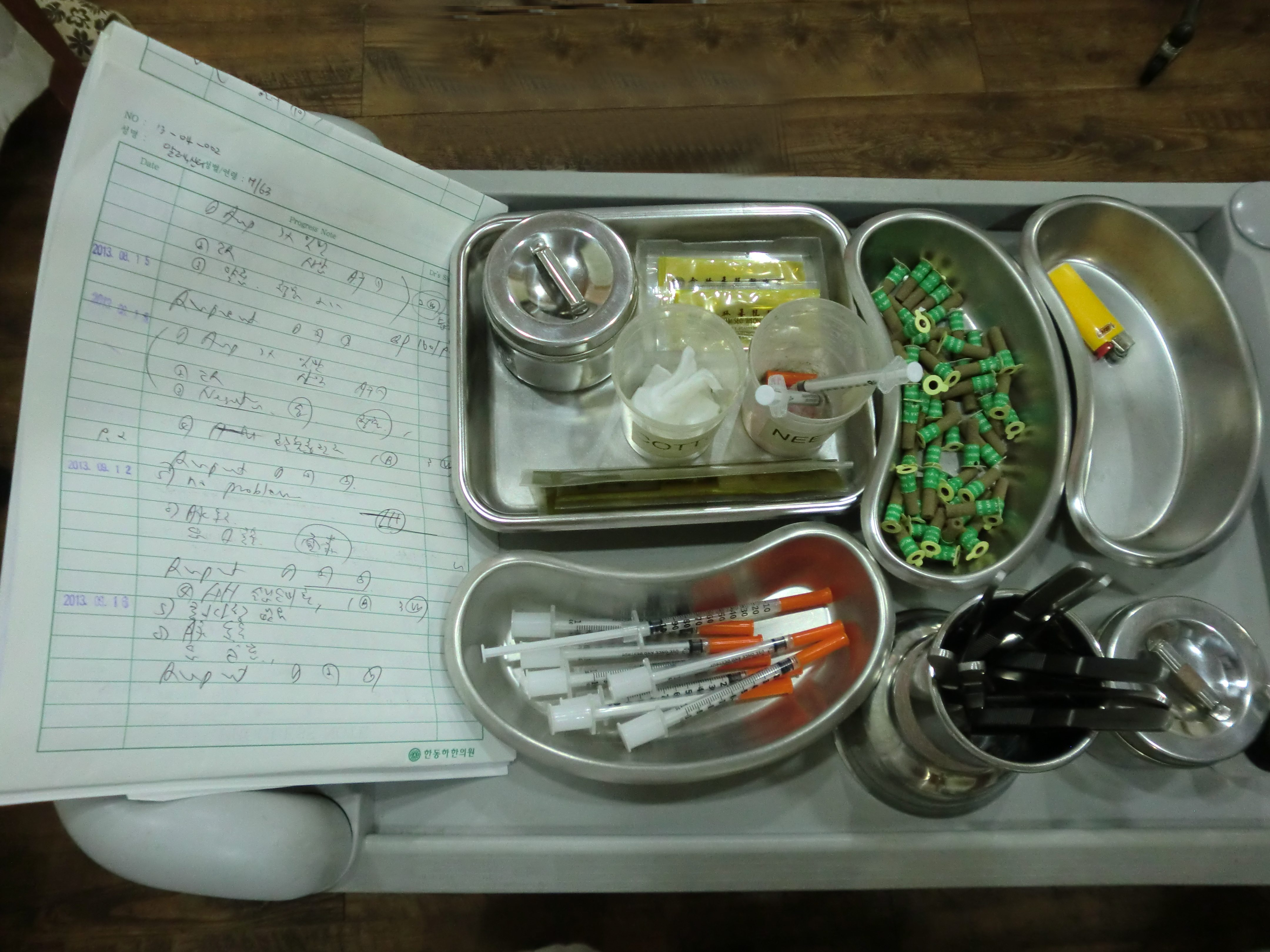
Aiguilles avec décoction.

Yakchim signifie immunisation. Cette thérapie externe est pratiquée dans les cliniques traditionnelles sous le nom immunothérapie (Suchim) ou thérapie par les aiguilles (Hyeolwi).
La solution injectée contient des extraits de plantes médicinales médicinales locales à différentes concentrations.

## Histoire
La pharmacupuncture Yaksim a été développé par Nam Sang Chun en 1956 en Corée du Sud. En faisant des recherches sur la manière de renforcer l'immunité d’un patient plus particulièrement à l’aide de l'acupuncture, Nam Sang Chun a examiné de près les mécanismes de fonctionnement de l’immunité. Il a alors commencé à utiliser à la place d’une aiguille, une seringue remplie de solutions médicamenteuses à base de plantes telles que le sanjoin Zizyphi Spinosae Semen, ou le jujubier Zizyphus jujuba var. spinosa, l'astragale Astragalus membranaceus Bunge, le ginseng Panax ginseng et  le nokyong bois de velours de cerf ou de chevreuil.
Il a découvert que la piqûre d’un point sur la peau a par lui-même une action thérapeutique due à la mise en place d'une aiguille sur un point d’acupuncture. Cet effet peut avoir son pouvoir thérapeutique multiplié grâce à l'injection de plantes médicinales spécifiques au même endroit .
Un département de spécialisation en thérapie Yakchim a été créé à l'Institut Coréen de la médecine orientale KIOM le 26 août 1990 pour chercher à diffuser les recherches  et les traitements de pharmacopuncture Yakchim.

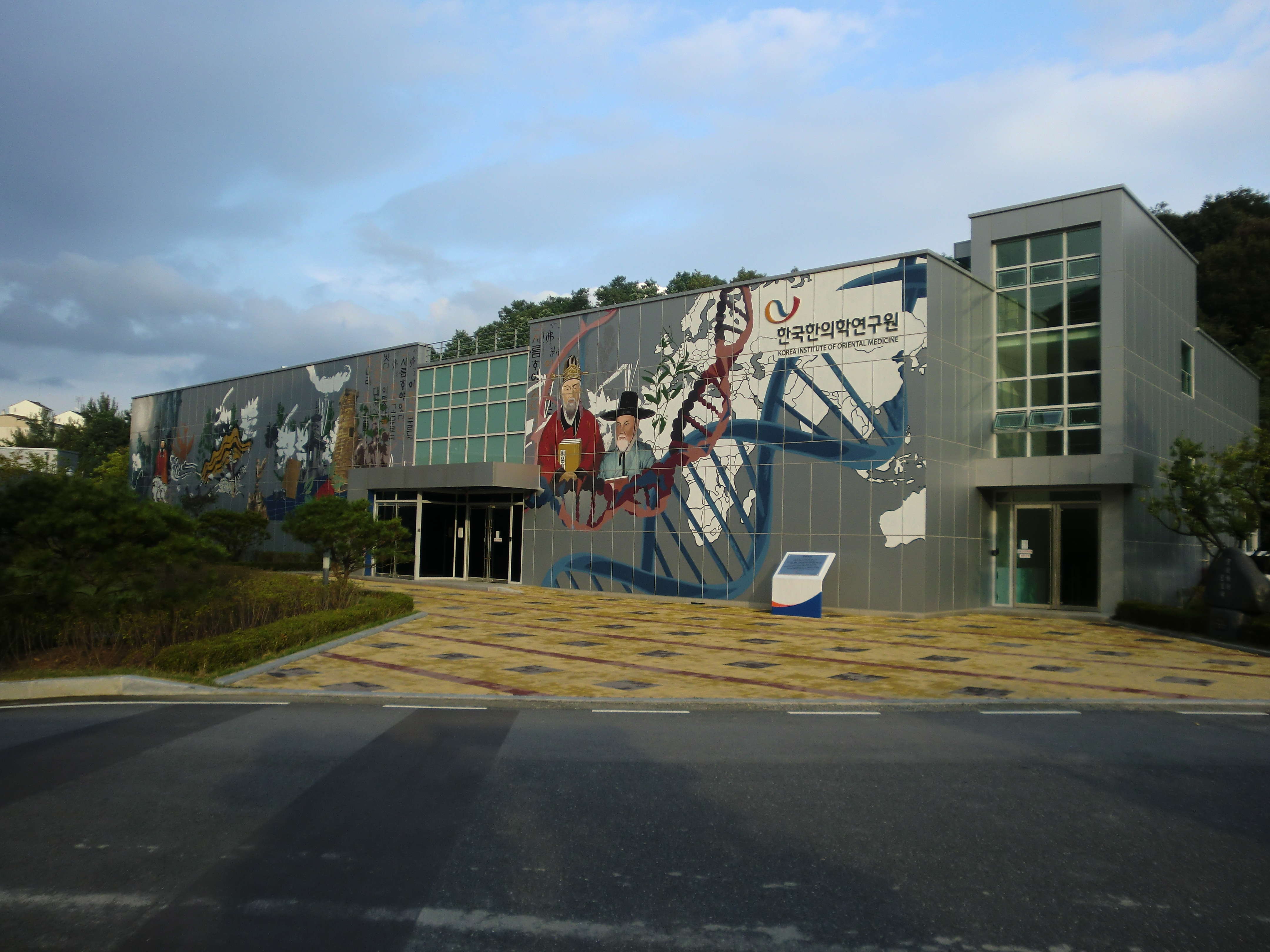
Institut coréen de médecine orientale

Une séance de Yakchim peut être administrée dans n’importe quelle clinique de médecine traditionnelle en Corée du Sud.

## Lien avec l'apithérapie
Nam Sang Chun s’est inspiré fortement de l'apithérapie, l'utilisation du venin d'abeille dans les traitements de pathologies (paralysie, gangrène…) qui remontent à au moins 200 avant J.C. Les dards de guêpes et crochets à venin de serpents ont été aussi longtemps utilisés dans la région extrême-orientale de l’Asie comme thérapies.
Le venin d'abeille est toujours utilisé, mélangé ou non, avec des extraits d'ingrédients à base de plantes. Cette acupuncture à base de plantes se veut particulièrement efficace pour atténuer les douleurs chroniques comme l'arthrite.

## Pharmacodynamique
Au niveau pharmacodynamique, l’injection sous-cutanée de substances médicamenteuses favorise une diffusion plus rapide des actifs dans les tissus de la peau ou dans la circulation sanguine. Le temps d'efficacité du médicament est sérieusement amélioré.